# Mark Getty
Mark Getty (Roma, 9 luglio 1960) è un fotografo e imprenditore britannico.

## Carriera
Nato a Roma, Getty ha frequentato la Taunton School e ha studiato Politica e Filosofia al St Catherine's College di Oxford.
Ha iniziato la sua carriera alla Kidder Peabody a New York e successivamente entrò alla Hambros Bank Limited a Londra. Nel 1993 insieme a Jonathan Klein creò un'agenzia fotografica di nome Getty Images, la prima azienda a proporre l'acquisto di immagini su licenza online. Sotto la sua amministrazione la società è diventata una dei più grandi fornitori di fotografie sia commerciali che private, soprattutto per pubblicazioni nel Regno Unito e negli Stati Uniti.
Nel 2003 Getty ha ereditato la quota di maggioranza del padre nel Wisden Group.
Nel 2004 è stato riammesso come membro della National Gallery di Londra.

## Biografia
Appartenente alla famiglia Getty, è nipote di Jean Paul Getty, fondatore della compagnia petrolifera Getty Oil, e fratello di John Paul Getty III, noto alle cronache per il suo rapimento da parte della 'Ndrangheta. Ha quattro figli: Alexander, Joseph, Julius e Sol. Vive a Roma, città dove ha trascorso parte dell'adolescenza, insieme alla moglie Caterina Nahberg. Ha il passaporto irlandese. 
Grande appassionato di cavalli, possiede numerosi esemplari che hanno gareggiato per il Palio di Siena, tra cui Mocambo, Osam Bin, Tornasol e Polonski, quest'ultimo vincitore del palio di agosto nel 2015, montato da Giovanni Atzeni, detto Tittia.
Getty parla correntemente l'italiano (con uno spiccato accento toscano, come si può notare nel documentario Palio di Cosima Spender del 2015).